# 原彰化郡(公有)宿舍群

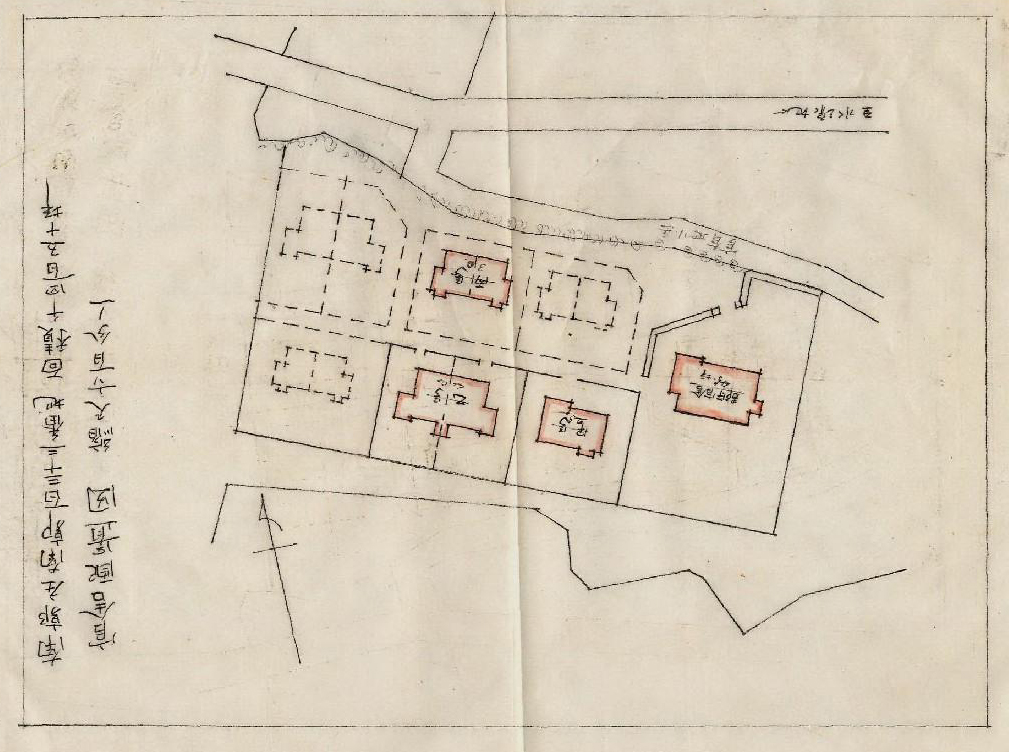
南郭庄南郭官舍配置圖

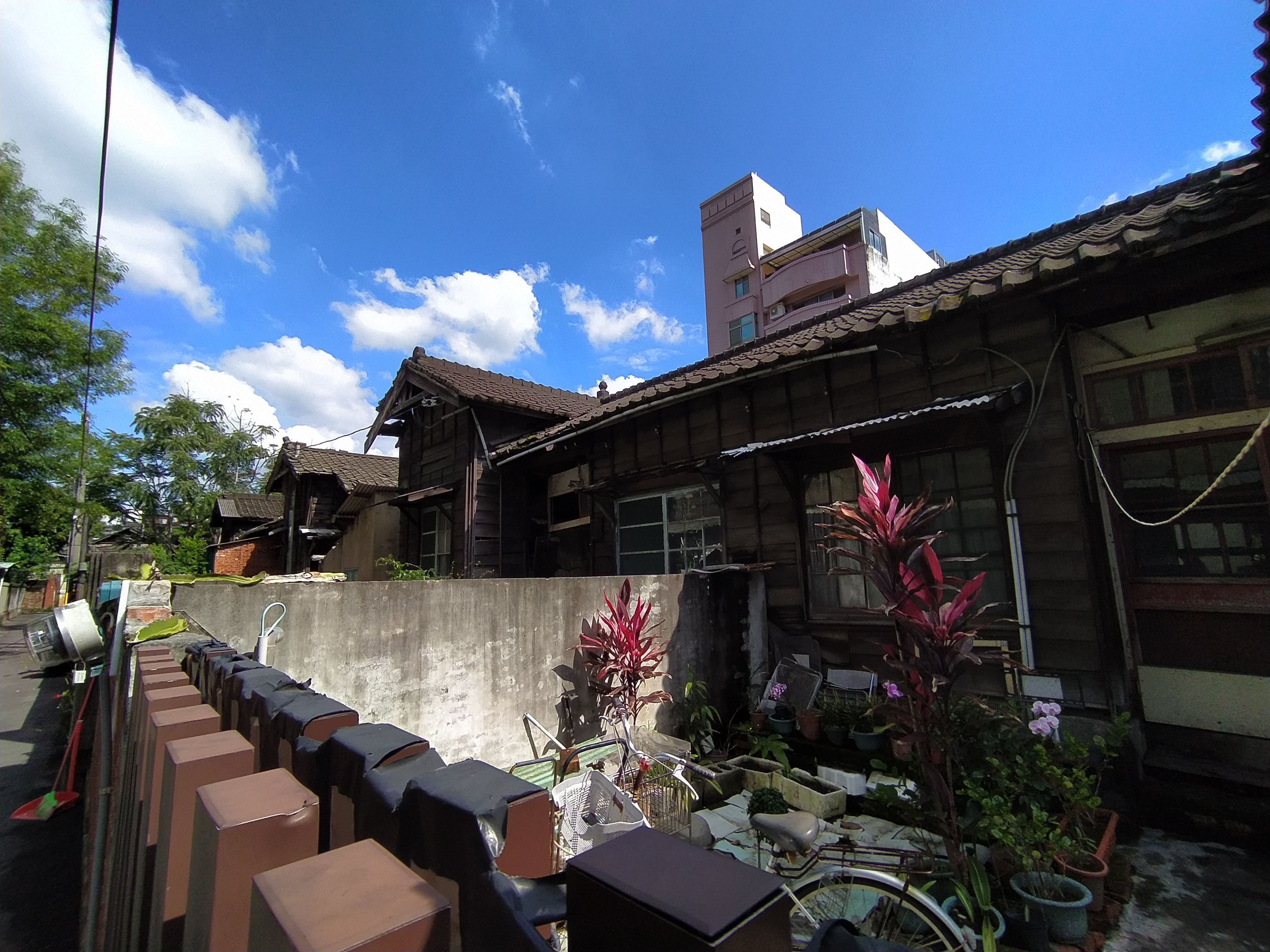
原彰化郡(公有)宿舍群(彰化縣聚落建築群)

原彰化郡(公有)宿舍群是1920年代建在當時彰化市南郭庄的日式宿舍群，包含彰化郡郡守官舍及彰化郡職員官舍共計8棟建築。彰化郡守官舍為一獨棟宿舍，部分職員宿舍為兩戶雙拼的形式。此建築群在二戰後由中華民國彰化縣政府接收，並將宿舍都隔成兩戶使用，共計16戶。2016年，16戶中保留完整仍堪使用的2戶（7號和8號宿舍），經文化局局長陳文彬溝通後將其管理權移交給文化局，並制定〈彰化縣文化場域使用管理辦法〉，以修代租委託給南郭國小經營，成為全縣第一宗成功案例
；同時文化局啟動文資程序，2018年原彰化郡守官舍的5號、5-1號以「南郭宿舍5號、5-1號」登錄為彰化縣定古蹟，2019年再與公園路一段174巷與南郭路一段145巷之間的彰化郡官舍一併以「原彰化郡(公有)宿舍群」登錄為彰化縣聚落建築群（但都尚未修復）。

## 介紹
日治時期
台灣鐵路縱貫線的海岸線於1922年10月全線開通，而彰化車站正位在海線跟山線的交會點。為此，彰化振興株式會社向台中州提出了換地的需求，欲趁著鐵路開通，在彰化的市中心開設旅館。而彰化郡的郡守及職員官舍原本位在彰化郡役所與彰化郵便局之間（現今和平路上），當時已使用了二十多年，且有發生白蟻的問題，後來便遷到了南郭庄位於彰化公園南側附近的土地。
戰後時期
戰後，南郭官舍群作為縣政府官員宿舍。曾經提報文資委員審議，文資委員認為沒有歷史建築或暫定古蹟的保存價值，只是日治時期興建老屋。縣府維持現狀，部分仍有眷屬居住，部分待籌措整修經費，部分待活化再利用。
2016年7月5日縣議員林世賢及十多位彰化縣文史工作者代表，向文化局陳文彬局長提出保存彰化郡守宿舍的「南郭官舍群」。陳文彬局長溝通彰化縣政府行政處，將「南郭官舍群」16戶中保留完整仍堪使用的2戶（7號和8號宿舍）管理權移交給文化局，並制定「彰化縣文化場域使用管理辦法」，「以修代租」委外民間營運活化，為老屋注入新的營運思維。「南郭官舍群」7號和8號宿舍，委託給南郭國小經營，成為全縣第一宗成功案例。

2017年1月，開始由南郭國小資優班師生借用南郭郡守官舍的7號和8號宿舍，並結合彰師大美術系與在地藝術家一同將老建築活化再利用。2019年1月，南郭郡守官舍的一棟雙拼宿舍（公園路一段174巷9號、10號）因不明原因發生火勢而燒毀。2019年3月，曾任彰化郡守的拔井光三的後代，從日本至此造訪過去生活的地方。
2025年3月，南郭官舍群進行修繕，預計於117年完工。

## 其他
目前普遍常用「南郭郡守官舍（群）」之名稱指稱此官舍群，但郡守官舍只有一棟，且此名稱會讓人誤會為南郭郡守。歷史上並無南郭郡之行政區劃，而此宿舍群原為彰化郡郡守與彰化郡職員所使用，故以「南郭官舍群」稱之較為適當。

## 外部連結
- 原彰化郡(公有)宿舍群-聚落建築群 （页面存档备份，存于）
- 南郭宿舍5號、5-1號-縣定古蹟 （页面存档备份，存于）